# Ковальська Галина Дмитрівна
Гали́на Дми́трівна Кова́льська (11 серпня 1996) — українська самбістка, чемпіонка Європи і України, багаторазова фіналістка і призерка світових і континентальних першостей із самбо. Майстер спорту України міжнародного класу.

## Життєпис
Зайняття спортом розпочала у тренера Михайла Руденка. Згодом тренувалась у СДЮСШОР профкому ПАТ «Нафтохімік Прикарпаття» (м. Надвірна) під керівництвом заслуженого тренера України Євгенія Боднарука.
У 2015 році на чемпіонаті Європи із самбо у Загребі (Хорватія) здобула бронзову медаль.
У 2016 році на чемпіонаті світу із самбо в Софії (Болгарія) здобула бронзову медаль.
У 2018 році на чемпіонаті світу із самбо в Бухаресті (Румунія) здобула бронзову медаль.
У 2019 році на чемпіонаті Європи із самбо в Хіхоні (Іспанія) стала чемпіонкою Європи, перемігши у фіналі змагань грузинку Ніно Одзелашвілі. На чемпіонаті світу із самбо в Сеулі (Південна Корея) здобула бронзову медаль. «Бронзовою» була й у змаганнях самбістів на Європейських іграх у Мінську (Білорусь).
У 2021 році на чемпіонаті Європи із самбо в Лімасолі (Кіпр) здобула срібну медаль. Того ж року на чемпіонаті світу із самбо у Ташкенті (Узбекистан) також була «срібною» призеркою.
У 2023 році на чемпіонаті світу із самбо в Єревані (Вірменія) здобула бронзову медаль.
Нині — тренер-викладач секції боротьби самбо і дзюдо Івано-Франківської обласної організації ФСТ «Динамо» України в м. Надвірна.

## Нагороди
- Медаль «За працю і звитягу» (15 липня 2019) — за досягнення високих спортивних результатів на II Європейських іграх у м. Мінську (Республіка Білорусь), виявлені самовідданість та волю до перемоги, піднесення міжнародного авторитету України[3]